# Can't Sleep, Can't Eat, I'm Sick / Ningyo
Singles de Namie Amuro
White Light / Violet Sauce
(2005) Baby Don't Cry
(2007)
Can't Sleep, Can't Eat, I'm Sick / Ningyo est le 29e single régulier de Namie Amuro sorti sur le label Avex Trax, ou le 31e sous son seul nom en comptant les deux sortis sur le label Toshiba-EMI.

## Présentation
Le single sort le 17 mai 2006 au Japon, et atteint la 2e place du classement de l'Oricon. Il reste classé pendant 10 semaines, pour un total de 79 525 exemplaires vendus. C'est un single "double-face A", et son seul single de l'année 2006. Il sort aussi en version CD+DVD.
Can't Sleep, Can't Eat, I'm Sick sert de thème musical pour une campagne publicitaire pour la marque  Iromelo. Ningyo, premier titre en kanji de la discographie d'Amuro, est une reprise d'un tube de Nokko sorti en 1994 qui servit à l'époque de thème au drama Toki o Kakeru Shōjo (adapté du roman La Traversée du temps) dans lequel débuta Namie Amuro aux côtés de Yuki Uchida et de Ranran Suzuki, sa future partenaire dans Ponkikies et Sister Rabbits.
Les deux titres servent également de thème musical pour une campagne publicitaire pour la marque  Mu-Mo. Can't Sleep, Can't Eat, I'm Sick figurera sur l'album Play, mais pas Ningyo.

## Liste des titres
| 1. | CAN'T SLEEP, CAN'T EAT, I'M SICK                | 3:46 |
| 2. | Ningyo (人魚)                                   | 3:35 |
| 3. | CAN'T SLEEP, CAN'T EAT, I'M SICK (Remix)        | 3:16 |
| 4. | CAN'T SLEEP, CAN'T EAT, I'M SICK (Instrumental) | 3:46 |
| 5. | Ningyo (人魚) (Instrumental)                    | 3:35 |